# Стратфорд, Алфред
Алфред Хью Стратфорд (англ. Alfred Hugh Stratford; 5 сентября 1853 — 2 мая 1914) — английский футболист и крикетист. Выступал за футбольные клубы «Уондерерс», «Олд Малвернианс», «Свифтс» и футбольную сборную Англии, а также за крикетные клубы графства Мидлсекс, «Марилебон» и крикетные команды США. В составе футбольного клуба «Уондерерс» выиграл три Кубка Англии.

## Футбольная карьера
Окончил колледж «Малверн», выступая за футбольную команду колледжа.
На клубном уровне играл за «Олд Малвернианс» (команду выпускников Малвернского колледжа), «Свифтс» и «Уондерерс».
В Кубке Англии сезона 1875/76 помог «Уондерерс» дойти до финала, где его команда обыграла «Олд Итонианс» в переигровке.
В следующем сезоне «Уондерерс» вновь вышел в финал Кубка Англии, где обыграл «Оксфорд Юниверсити» со счётом 2:1.
В сезоне 1877/78 «Уондерерс» в третий раз подряд вышел в финал Кубка Англии, где обыграл «Ройал Энджинирс» со счётом 3:1. Таким образом, Стратфорд выиграл три Кубка Англии подряд.
7 марта 1874 года провёл свой единственный матч за национальную сборную Англии — против сборной Шотландии.

## Крикетная карьера
С 1877 по 1880 год выступал за крикетный клуб графства Мидлсекс и клуб «Марилебон», сыграв за них 34 матча «первого класса».
В 1880-е годы эмигрировал в США, где выступал за крикетные команды Виннипега, Питтсбурга, Нью-Йорка и Ньюарка.
В 1884 году Алфред вместе со своим братом Фредериком сыграл матч «первого класса» за сборную США по крикету против сборной «джентльменов из Филидельфии».

## Достижения
«Уондерерс»
- Обладатель Кубка Англии (3): 1876,  1877, 1878